# Kaširskij rajon
Il Kaširskij rajon (in russo Каширский район?) era un rajon dell'Oblast' di Mosca, nella Russia europea; il capoluogo era Kašira. Istituito nel 1929, ricopriva una superficie di 644,83 chilometri quadrati e nel 2010 ospitava una popolazione di circa 68.000 abitanti.